# Emirat de Misau
L'emirat de Misau (a vegades Missau o Messau) fou un estat històric i avui dia un emirat tradicional de Nigèria, a l'estat de Bauchi.
Originalment habitada pels hausses, la ciutat va ser capturat el 1827 pels emirs Yakubu de Bauchi i Dan Kauwa de Katagum. La disputa que va seguir entre els dos va portar al sultà de Sokoto (1831) a posar la ciutat i els seus voltants sota la jurisdicció de Mamman Manga (fill de Gwani Mukhtar, el guerrer fulani que el 1808 havia conquistat Birni Ngazargamu, capital del regne de Bornu, durant la gihad fulani, o guerra santa. Se li atribueix la fundació de l'emirat de Misau.
Durant el regnat de l'emir Ahmadu es va construir (1833-1850) la muralla de la ciutat. Les gestes militars de l'emir Venda (1860-1886) van portar al sultà a fer més gran l'emirat. L'emir Ahmadu II (1900-1903) va fugir davant l'avanç dels britànics, que va integrar l'emirat al de Katagum el 1904, però va recuperar la seva independència com un emirat independent de la província de Kano el 1907. L'emirat fou ampliat per addicions menors el 1915, arribant a 1.847 quilòmetres quadrats; l'emirat es va transferir a la província de Bauchi el 1926. L'emir, ara un líder tradicional i religiós, reté el títol històric de Sarkin Gabas Bornu ta (rei de Bornu oriental). El 28 d'agost de 2015 fou nomenat com a nou emir Alhaji Ahmed Suleiman després de la mort el 17 d'agost de l'anterior emir Alhaji Muhammadu Manga III

## Emirs
- 1808 - 1833 Muhamman Manga I dan Gwami Mukhtar
- 1833 - 1850 Ahmadu I dan Gwami Mukhtar
- 1850 - 1861 `Usman dan Muhamman Manga
- 1861 - 1886 Yarima Sale dan Muhamman Manga
- 1886 - 1900 Muhamman Manga II dan Yarima Sale
- 1900 - 1903 Ahmadu II dan Yarima Sale
- 1903 - 1926 Tafida dan Yarima Sale
- 1926 - 1979 Ahmadu III dan Tafida
- 1979 - 2015 Muhammadu Manga III
- 2015 -. Alhaji Ahmed Suleiman